# Aruba aux Jeux olympiques d'été de 1988
Aruba participe aux Jeux olympiques d'été de 1988 à Séoul. Sa délégation est composée de 8 athlètes répartis dans 5 sports et son porte-drapeau est Bito Maduro. Au terme des Olympiades, la nation n'est pas à proprement classée puisqu'elle ne remporte aucune médaille. 

## Liste des médaillés
Aucun athlète arubéen ne remporte de médaille durant ces Jeux olympiques.